# Пліскановський Станіслав Тихонович
Станіслав Тихонович Пліскановський (Плискановський) (9 травня 1929, Біла Калитва, тепер Ростовської області, Росія — 27 вересня 2020, місто Дніпро) — український учений-металург. Доктор технічних наук, професор. Академік АН ВШ України (з 1995 року). Депутат Верховної Ради УРСР 10—11-го скликань (1980–1990 роки).

## Життєпис
У 1952 році закінчив Донецький індустріальний інститут. 
Трудову діяльність розпочав у 1952 році помічником майстра, горновим, помічником начальника зміни доменного цеху Макіївського металургійного комбінату імені Кірова Сталінської області. 
З 1957 року, після закінчення аспірантури, працював у Донецькому політехнічному інституті старшим інженером і старшим науковим співробітником науково-дослідного сектора. 
У 1959 році переведений на роботу на Ждановський металургійний комбінат «Азовсталь» на посаду начальника аглодоменної лабораторії, пізніше був призначений начальником центральної заводської лабораторії.
Член КПРС з 1962 року.
У 1963 році захистив кандидатську дисертацію і, продовжуючи працювати на заводі, викладав у Ждановському металургійному інституті. 
У 1965–1973 роках — головний інженер Ждановського металургійного комбінату «Азовсталь» імені Серго Орджонікідзе Донецької області. Зробив значний внесок в удосконалення технологій виробництва металопродукції, реконструкцію і модернізацію обладнання. 
У 1973–1980 роках працював директором Ждановського металургійного комбінату імені Ілліча Донецької області. У киснево-конвертерному цеху була освоєна технологія гарячого торкретування, відзначена Державною премією СРСР. 
У 1980–1987 роках — 1-й заступник міністра чорної металургії Української РСР. 
У 1987–1991 роках — начальник виробничого об'єднання «Южметаллургпром» і 1-й заступник міністра чорної металургії СРСР. У 1989 році захистив докторську дисертацію. Зробив суттєвий внесок у розвиток металургії України, частка якої у потенціалі колишнього СРСР на той час становила понад 35%.
З 1991 року працював у НМетАУ: професор кафедри металургії чавуну, директор інженерного центру з енергозбереження в металургії України. З 1997 року — ректор Державного інституту підготовки та перепідготовки кадрів промисловості.

## Наукова діяльність
Основний напрям наукової діяльності — розробка нових технологій та енергозаощадження в металургії.
Автор понад 250 наукових праць, серед яких 10 монографій, 2 підручники і 133 патенти та винаходи. Значна частина з них впроваджена у виробництво з високим економічним ефектом.
Академік Академії інженерних наук України. 
Лауреат Державної премії СРСР (1984), лауреат Державної премії України (1987, 1993, 2002). Кавалер ордена «За заслуги» ІІІ ступеня (2001).